# Comedy Radio
Comedy Radio — федеральная разговорная радиостанция, вещающая на частоте 102,5 FM и входящая в холдинг Газпром-Медиа Холдинг. Заменила собой Первое популярное радио. В ноябре 2016 года начала вещание на региональных частотах Радио Romantika. Первая российская цифровая радиостанция, начавшая вещание в Санкт-Петербурге 18 июля 2019 года в 13:50 наряду с Авторадио и Европа Плюс (стандарт DRM+, частота 95,9 МГц в диапазоне FM).

## История
В декабре 2011 года появилась информация, что Газпром-медиа собирается запустить на частоте 102,5 новую радиостанцию, которую планировали отдать в управление входящему в «Газпром-медиа» каналу ТНТ и компании Comedy Club Production. 13 августа 2012 года пермский шоумен и медиа-менеджер Александр Гриценко был назначен программным директором формирующегося Сomedy Radio, которая должна была сменить «Первое популярное радио». В сентябре 2012 года появилась информация, что в программу радиостанции войдут авторские передачи постоянных ведущих Comedy (Гарика Мартиросяна, Павла Воли, Гарика Харламова) и других артистов Comedy Club, Comedy Woman и «Наша Russia». Основу эфира должны были составить ток-шоу в прямом эфире. В пресс-службе также заверили, что на Comedy Radio «не будет ни слова о финансовых сводках, последних новостях из Госдумы и ситуации на рынках ценных бумаг».
14 октября 2012 года в 7:00 по московскому времени вещание Первого популярного радио было прекращено и начался отсчёт до начала вещания Comedy Radio. В последний день вещания играла песня Павла Воли «Новое», с перерывом на объявление времени до начала вещания Comedy Radio и рекламу. 15 октября 2012 года в 7:00 началось вещание Comedy Radio с первым выпуском утреннего шоу «Comedy Утро».
К декабрю 2016 года охват радиостанции равнялся 5 млн человек.
В преддверии нового сезона, в сентябре 2016 года, холдингом «Газпром-Медиа» было принято решение об увеличении зоны вещания «Comedy Radio» путем запуска радиостанции на региональных частотах «Радио Romantika». Последняя будет доступна в Москве и у спутниковых операторов. В ноябре того же года план был исполнен.
В программу радиостанции входят номера артистов Comedy Club, Comedy Woman, «Наша Russia», и других проектов телеканала ТНТ. Основу эфира составляют ток-шоу, которые выходят в прямом эфире. На радиостанции присутствуют музыкальные паузы, состоящие из зарубежных песен (от 4 до 5 песен в час).

## Программы
- «Comedy Spa» — ежедневно с 03:00 до 05:00. Оздоровительная программа для ушей.
- «Гутен Морген Фримен» — по будням с 07:00 до 10:00, Ведущие: Павел Щербуха, Георгий Рубайло и Александр Серебряков. Редактор: Андрей Лукьянов, Звукорежиссёр: Руслан Шарифуллин.
- «Счастливые Люди» — по будням с 11:00 до 15:00, Ведущие: Алексей Ильин, Юрий Галаян и Даниил Скубыря. Редактор: Александр Бордик, Звукорежиссёр: Семён Ручин.
- «Казибота-Шоу» — по будням с 17:00 до 20:00, Ведущие: Святослав Савченко и Александр Пичуев. Редактор: Виталий Вязовцев, Звукорежиссёр: Андрей Ромашка.
- «2,5 Человека»— по выходным с 13:00 до 17:00, Ведущие: Никита Дювбанов, Виктор Глушко и Елена Корнеева. Редактор: Кристина Матвеева, Звукорежиссёр: Дмитрий Королёв.

Завершенные программы и специальные проекты
- «Comedy Утро»
- «Лобное место»
- «Спортивный репорТАШ»
- «Забей-шоу»
- «Горки-шоу»
- «Доброе Утро, Америка!»
- «Стадион ЛиФанс»
- «НеБудни»
- «Шоу Городского Типа»
- «Самое Серьёзное Шоу»

В перерывах между шоу, а также ночью с 20:00 до 03:00 идут самые лучшие моменты популярных программ телеканала ТНТ (ТВ-версия):
- «Наша Russia» — скетч шоу про жителей России.
- «Comedy Club» — российское юмористическое шоу.
- «Comedy Woman» — женское юмористическое шоу.
- «Убойная лига» — юмористическое шоу.
- «Stand Up» — юмористическое шоу.
- «Открытый микрофон» — юмористическое шоу.
- «Комик в городе» — юмористическое шоу Руслан Белый.
- «Женский стендап» - юмористическое шоу.
- Comedy Radio The Best — лучшие фрагменты всех шоу за неделю идут по выходным.

## Программный директор
- Александр Гриценко

## Саунд-продюсер
- Андриан Мельников (Andrian)

## Ведущие
- Тимур Ромашко
- Павел Щербуха
- Георгий Рубайло
- Андрей Джелиев
- Семён Васильев
- Алексей Ильин
- Святослав Савченко
- Александр Пичуев
- Сергей Фомин
- Никита Дювбанов
- Виктор Глушко
- Елена Корнеева

## Редакторы прямого эфира
- Андрей Лукьянов
- Александр Бордик
- Виталий Вязовцев
- Кристина Матвеева

## Звукорежиссёры прямого эфира
- Руслан Шарифуллин
- Семён Ручин
- Андрей Ромашка
- Дмитрий Королёв